# Podu Turcului
Podu Turcului is een Roemeense gemeente in het district Bacău.

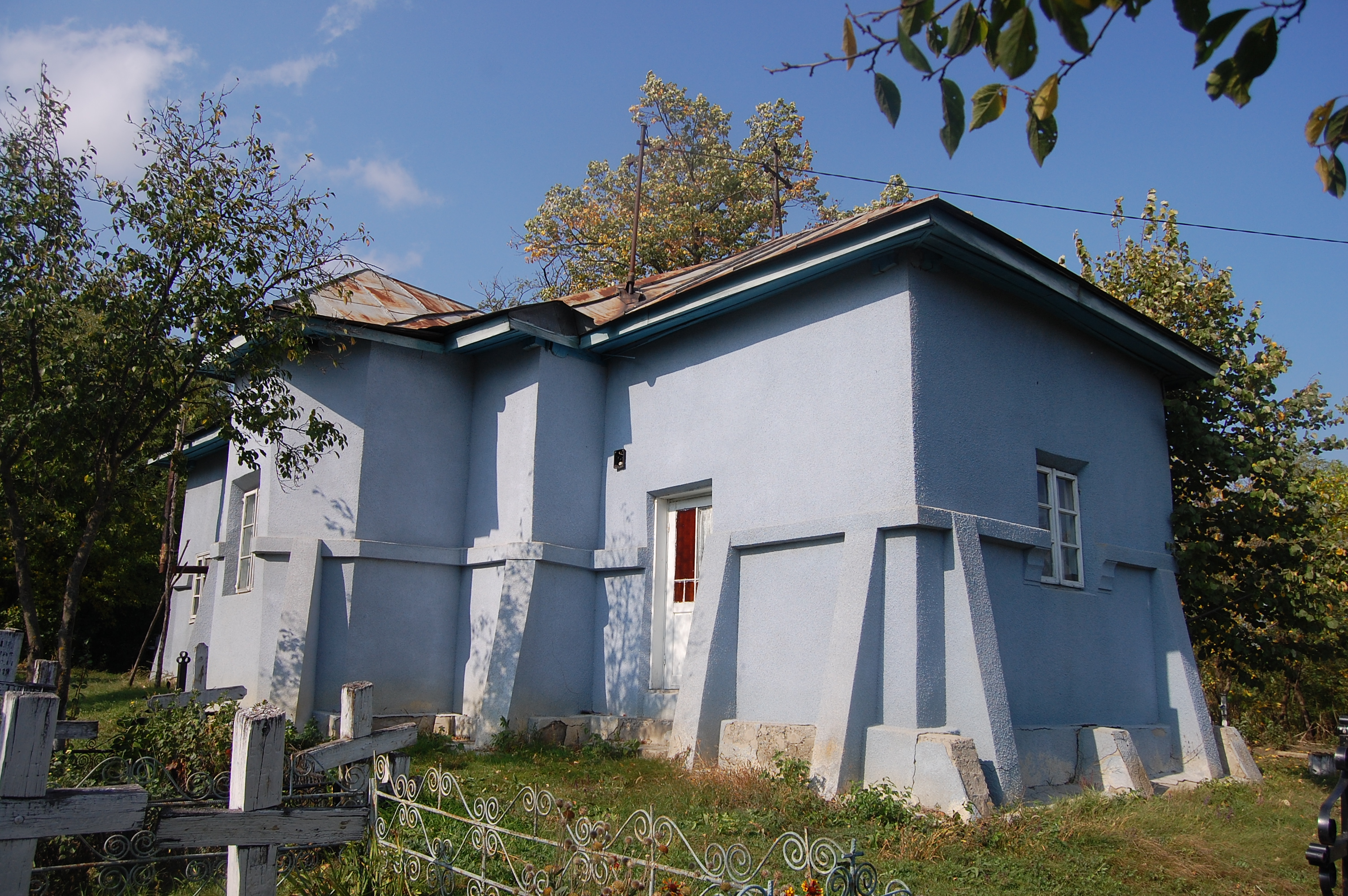
Houten kerkje van Fichitesti

Podu Turcului telt 5072 inwoners.